# Liste der Monuments historiques in Norrois
Die Liste der Monuments historiques in Norrois führt die Monuments historiques in der französischen Gemeinde Norrois auf.

## Liste der Immobilien
| Bezeichnung      | Beschreibung            | Standort                   | Kennzeichnung | Schutzstatus | Datum | Bild           |
| ---------------- | ----------------------- | -------------------------- | ------------- | ------------ | ----- | -------------- |
| Kirche St-Martin | aus dem 12. Jahrhundert | Allée des Cerisiers (Lage) | PA00078751    | Inscrit      | 1939  | weitere Bilder |